# Gaskejaure
Gaskejaure är en sjö i Bergs kommun i Härjedalen och ingår i Ljusnans huvudavrinningsområde. Sjön har en area på 0,519 kvadratkilometer och ligger 941,2 meter över havet. Sjön avvattnas av vattendraget Daddån.

## Delavrinningsområde
Gaskejaure ingår i det delavrinningsområde (696686-133813) som SMHI kallar för Utloppet av Gaskejaure. Medelhöjden är 961 meter över havet och ytan är 5,43 kvadratkilometer. Räknas de 2 avrinningsområdena uppströms in blir den ackumulerade arean 16,7 kvadratkilometer. Daddån som avvattnar avrinningsområdet har biflödesordning 3, vilket innebär att vattnet flödar genom totalt 3 vattendrag innan det når havet efter 412 kilometer. Avrinningsområdet består mestadels av kalfjäll (87 procent). Avrinningsområdet har 0,69 kvadratkilometer vattenytor vilket ger det en sjöprocent på 12,7 procent.